# Sincshon állomás (Mapho-ku)
Sincshon (Sinchon) állomás a szöuli metró 2-es vonalának állomása Mapho-ku (Mapo-gu) kerületben.

## Viszonylatok
| 2-es vonal                                  | 2-es vonal | 2-es vonal                                                               |
| ------------------------------------------- | ---------- | ------------------------------------------------------------------------ |
| Hongik Egyetem (külső oldal) Városháza felé | fő vonal   | Ihva (Ewha) Női Egyetem (belső oldal) Cshungdzsongno (Chungjeongno) felé |